# جوایز بریت ۲۰۱۳
جوایز بریت ۲۰۱۳، سی و سومین مراسم است که در ۲۰ فوریه ۲۰۱۳ در ورزشگاه او۲ آرنا لندن توسط صنعت ضبط صدای بریتانیا برگزار شد. این مراسم توسط جیمز کوردن میزبانی شد.